# Astyanax
Az Astyanax a sugarasúszójú halak (Actinopterygii) osztályának pontylazacalakúak (Characiformes) rendjébe, ezen belül a pontylazacfélék (Characidae) családjába tartozó nem.

## Tudnivalók
Ez a csontos halnem a nevét, a trójai herceg, azaz Hektór fiáról, Asztüanaxról kapta. Az Astyanax-fajok többsége Dél-Amerika édesvizeinek lakói, de több faj Közép-Amerikában is előfordul, vagy csak ott endemikus. Néhány Astyanax-faj azonban Észak-Amerikába is eljutott; vagyis inkább Észak-Mexikóba vagy az Amerikai Egyesült Államok legdélibb részeire. Méretük fajtól függően 3-25 centiméter között változik; azonban az átlag csak 4-14 centiméter közötti.

## Rendszerezés
A nembe az alábbi 146 faj tartozik: